# Csámesz
A csámesz mindkét végén tompa, lapos, csekély merülésű csónakféle, amelyet alkalomszerűen, árvízkor az Alsó-Tiszán két part közötti közlekedésre vagy élet- és vagyonmentésre használtak. Török eredetű szó, a magyarba szerb és bolgár közvetítéssel jutott.
Jelenthet még kb. 3 x 5 méteres lapos deszkákból készített kerekes vontatóeszközt is, amit széna, repce vagy más gabona szállítására használtak. Debrecenben, a Kiskunságban és a Körösök vidékén használták. Debrecenben három- és négykerekű változatai ismertek, ezek kerekei tömörek (sajtkerék). A 19. században az uradalmakon is használták (repceszekér, vontatókocsi). Hosszabb táv megtételére és nagyobb boglyák szállítására is alkalmas volt. A kerekes csámesz őse vízi jármű lehetett, ennek analógiájára kaphatta nevét.